# Joan Antoni Verdièr
Joan Antòni Verdièr (Bordeus 1779 - 1820) fou un poeta popular occità, més conegut com a Mèste Verdièr. La seva poesia era truculenta i sovint grollera, que posava en escena personatges populars que s'expressaven en gascó popular però un xic afrancesat. S'especialitzà en sàtires polítiques i socials amb una gran còmica, que van assolir un gran èxit i se'n van fer moltes reedicions. Les peces han estat recollides a Obras gasconas i fins i tot han estat musicades per cantants occitans actuals.